# Coccinia fernandesiana
Coccinia fernandesiana är en gurkväxtart som beskrevs av Charles Jeffrey. Coccinia fernandesiana ingår i släktet Coccinia, och familjen gurkväxter. Inga underarter finns listade i Catalogue of Life.